# Xbrane Biopharma
Xbrane Biopharma AB  är ett svenskt bioteknikföretag med säte i Solna kommun. Det grundades 2008 av forskarna vid Stockholms universitet Jan-Willem De Gier och Samuel Wagner tillsammans med  Serendipity Ixora.
Basen för företaget var en speciell teknologi för att kostnadseffektivt producera protein i värdceller av E.coli.
Företaget samarbetade under de första åren med läkemedelsföretagen AstraZeneca, Eli Lilly och Daiichi Sankyo. 
År 2014 ändrade Xbrane Biopharma AB inriktning till att egenutveckla substanser, så kallade biosimilarer.
Xbrane Biopharma AB:s aktie noterades 2016 på Stockholmsbörsens Firth North-lista. Den flyttades 2019 till Small Cap-listan.